# Jukatan
Polotok Jukatan (/ ˌjuːkəˈtɑːn, španščina Península de Yucatán) v jugovzhodni Mehiki loči Karibsko morje od Mehiškega zaliva s severno obalo ob Jukatanskem prelivu. Polotok leži vzhodno od Tehuantepeške ožine, severovzhodne geografske razdelitve, ki ločuje regijo Srednja Amerika od ostale Severne Amerike. Njegova površina znaša približno 181.000 km², skoraj v celoti je sestavljen iz apnenca.

## Etimologija
O pravilni izpeljavi besede Yucatán se pogosto razpravlja. Frančiškanski zgodovinar iz 17. stoletja Diego López de Cogolludo ponuja zlasti dve teoriji. V prvi je Francisco Hernández de Córdoba, ki je prvič prispel na polotok leta 1517, poizvedel za ime nekega naselja in odgovor v jeziku Yucatec Majev je bil 'Ne razumem', kar je Špancem zvenelo kot Yucatán. Obstajajo številne možnosti tega, kar bi domačini dejansko lahko povedali, med njimi mathan cauyi athán, tectecán, ma'anaatik ka t'ann in ci u t'ann.  To zgodbo o izvoru je prvič povedal Hernán Cortés v svojih pismih Karlu V. Kasneje zgodovinarja Motolinia in Francisco López de Gómara iz 16. stoletja prav tako ponavljata to različico. V nekaterih različicah odprava ni tista, ki jo je vodil Córdoba, ampak eno leto kasneje, ko jo je vodil Juan de Grijalva. Druga glavna teorija je, da je ime na nek način povezano s pridelkom manioke, kot je zapisal Bernal Díaz del Castillo. Druge teorije trdijo, da je izpeljanka iz majevske besede yokat'an, ki pomeni govorca jezika chol ali nepravilen nahuatl izraz yokatlan kot domnevno 'mesto bogastva' (yohcāuh ni mogoče povezati s tlán).

## Zgodovina

### Prazgodovina
Na polotoku Jukatan je krater Chicxulub, ki ga je na koncu krede, pred 66 milijoni let ustvaril asteroid s premerom približno 10 do 15 kilometrov.

### Maji
Polotok Jukatan predstavlja pomemben delež starodavne majevske nižine in je bil osrednje mesto civilizacije Majev. Majevska kultura se je razširila tudi južno od polotoka Jukatan v Gvatemalo, Honduras in v visokogorje zvezne države Chiapas. Po celotnem polotoku je veliko arheoloških najdišč Majev; nekatera bolj znana so Chichen Itza, Coba, Tulum in Uxmal. Avtohtoni Maji in mestici z delnim majevskim poreklom predstavljajo zajeten del prebivalstva v regiji, tam se pogosto govorijo majevski jeziki.

### Arheološke najdbe
Leta 2020 je podvodna arheološka odprava, ki jo je vodil Jerónimo Avilés, izkopala jamo Chan Hol v bližini arheološkega najdišča Tulum v državi Quintana Roo na polotoku in razkrila okostje ženske, stare približno 30 let, ki je živela pred vsaj 9900 leti. Glede na kraniometrične meritve naj bi se lobanja ujemala z mezocefalnim vzorcem, tako kot ostale tri lobanje, najdene v jamah Tulum. Tri različne brazgotine na lobanji ženske so pokazale, da jo je zadelo nekaj trdega in so ji bile zlomljene kosti lobanje. Njena lobanja je imela tudi kraterju podobne deformacije in deformacije tkiva, ki jih je povzročil bakterijski sorodnik sifilisa.
Po mnenju vodilnega raziskovalca študije Wolfganga Stinnesbecka: »Zdi se, kot da bi se tej ženski zelo težko končalo življenje in je bila zelo nesrečna. Očitno je to špekulativno, toda glede na travme in patološke deformacije na lobanji se zdi, da verjeten scenarij, da je bila morda izključena iz svoje skupine in je bila umorjena v jami ali pa je v jami ostala zato, da bi tam umrla«.
Novoodkrito okostje je bilo od mesta Chan Hol 2 oddaljeno 140 metrov. Čeprav so arheologi domnevali, da so potapljači našli ostanke pogrešane Chan Hol 2, je analiza dokazala, da so bile te domneve napačne. Stinnesbeck je nove kosti primerjal s starimi fotografijami Chan Hol 2 in pokazal, da obe okostji predstavljata različne posameznike.
Zaradi njihovih značilnosti soizvajalec študije Samuel Rennie nakazuje, da sta med prehodom iz pleistocena v holocen v Mehiki živeli vsaj dve morfološko raznoliki skupini ljudi.

## Trenutna uprava
Polotok obsega mehiške zvezne države Jukatan, Campeche in Quintana Roo, pa tudi gvatemalsko departma Peten in skoraj ves Belize.

## Prebivalstvo
Prebivalstvo na polotoku Jukatan se v vseh delih polotoka zelo razlikuje. Gostota prebivalstva in etnična sestava sta dva dejavnika, ki vplivata na celotno populacijo. Najbolj naseljeno območje je Mérida v državi Jukatan, pa tudi območja, ki obkrožajo to regijo. Najmanj naseljen del polotoka je Quintana Roo, država, ki se nahaja na jugovzhodu Mehike. Glede na etnično sestavo večino prebivalstva sestavljajo Maji in mestici.

## Gospodarstvo
V poznem zgodovinskem in zgodnjem modernem obdobju je bil polotok Jukatan v glavnem območje za gojenje živine, sečnjo lesa, pridobivanje chicle in agave Agave fourcroydes. Od 1970-ih je polotok Jukatan svoje gospodarstvo preusmeril v turizem, zlasti v mehiški zvezni državi Quintana Roo. Poleg turizma je še en pomemben vir zaslužka na polotoku tudi sečnja, pa tudi chicle industrija, posebej v Belizeju. Nafto so našli tudi v nekaterih delih Jukatana, kar je prineslo več gospodarskih priložnosti. Nekdaj majhna ribiška vasica Cancun na severovzhodu polotoka je zrasla v cvetoče mesto. Riviera Maya, ki se razteza vzdolž vzhodne obale polotoka med Cancúnom in Tulumom, ima več kot 50.000 postelj. Najbolj znane lokacije so nekdanje ribiško mesto Playa del Carmen, ekološki parki Xcaret in Xel-Há ter ruševine Majev Tulum in Coba.

## Geologija
Polotok je izpostavljeni del večje plošče Jukatan, ki jo sestavljajo karbonatne in topne kamnine, ki so večinoma apnenci, čeprav so dolomit in evaporiti tudi prisotni v različnih globinah. Celoten polotok Jukatan je neomejena ravno ležeča kraška pokrajina. V severnih nižinah so zelo razširjene ponikalnice, ki jih lokalno imenujejo cenote.
Po Alvarezovi hipotezi je množično izumrtje dinozavrov na prehodu iz krede v paleogeno obdobje (meja K - Pg) pred 65 milijoni let povzročil vpliv padca asteroida nekje v karibski kotlini. Globoko zakopan krater Chicxulub je osredotočen na severni obali polotoka v bližini mesta Chicxulub. Zdaj znani Obroč cenotes, geološka zgradba, sestavljena iz ponikalnic, razporejenih v polkrogu, orisuje enega od udarnih valov tega udarnega dogodka. Obstoj kraterja podpirajo različni dokazi pa tudi prisotnost udarnih ostankov, kot so šokiran kremen in tektiti, vrsta stekla, ki je nastalo v času udarca meteorita.
Arrowsmithova polica je potopljena polica ob severovzhodnem koncu polotoka.

## Vodni viri
Zaradi izredne kraške narave celotnega polotoka je severna polovica brez rek. Tam, kjer so prisotna jezera in močvirja, je voda močvirnata in na splošno neuporabna, v sušnem obdobju pa presahne. Zaradi njegove obalne lege je celoten polotok podložen z obsežnim stratificiranim obalnim vodonosnikom, kjer leča sladke vode, nastala iz meteorne vode, plava na vrhu vdirajoče slane vode z obalnega roba. Na tisoče ponikalnic, znanih kot cenote po celotni regiji, omogoča dostop do sistema podzemne vode. Na cenote se že dolgo zanašajo starodavni in sodobni Maji.

## Rastlinstvo
Tropski gozd je prevladujoč naravni rastlinski tip polotoka Jukatan. Meje med severno Gvatemalo (El Petén), Mehiko (Campeche in Quintana Roo) in zahodnim Belizejem še vedno zasedajo največji neprekinjeni pasovi tropskega gozda v Srednji Ameriki. Vendar pa te gozdove močno krčijo.

## Podnebje
Tako kot večina Karibov tudi polotok leži znotraj Atlantskega orkanskega pasu in je s skoraj enakomerno ravnim terenom občutljiv na te velike nevihte, ki prihajajo z vzhoda. Območje so opustošili številni orkani, kot je orkan Gilbert, orkan Emily, orkan Wilma in orkan Dean.
Močne nevihte, imenovane nortes, se lahko hitro spustijo na polotok Jukatan v katerem koli letnem času. Čeprav te nevihte območje obremenjujejo z močnim dežjem in močnim vetrom, so po navadi kratkotrajne in se po približno eni uri razjasni. Povprečni odstotek dni z dežjem na mesec se giblje od mesečno najnižjih 7 % aprila do najvišjih 25 % oktobra. Vetrovi imajo lahko hladilni učinek, vlaga je na splošno visoka, zlasti na preostalih območjih deževnega gozda.